# Ștertești
Ștertești – wieś w Rumunii, w okręgu Alba, w gminie Avram Iancu. W 2011 liczyła 7 mieszkańców.